# گرینبرایر (تنسی)
گرینبرایر(به انگلیسی: Greenbrier) شهری در ایالت تنسی کشور ایالات متحده آمریکا است که جمعیت آن در سرشماری سال ۲۰۱۰ میلادی، ۶٬۴۳۳ نفر بوده‌است.